# Progreso (Iucatã)
Progreso é um município do estado do Iucatã, no México. A população do município calculada no censo 2005 era de 49.454 habitantes.